# Parris Goebel
Parris Goebel Renee (29 de octubre de 1991 (33 años) es una coreógrafa neozelandesa y bailarina. Es la fundadora y principal coreógrafa de la escuela de danza "The Palace Dance Studio", en la que se destacan grupos como: ReQuest, Bubblegum y The Royal Family, este último ha ganado el Mundial de Hip Hop 3 veces consecutivas, convirtiéndose así en el primer grupo en la historia en lograrlo.

## Biografía

### Carrera
Goebel nació y se crio en Manurewa, Auckland Nueva Zelanda, la menor de cuatro hijos de Brett y LeeAnn Goebel. Es de ascendencia samoana, china y escocesa. Estaba interesada en el baile desde una edad temprana y comenzó a tomar clases de hip-hop cuando tenía 10 años. Cuando tenía 15 años, comenzó el grupo de baile ReQuest con cuatro amigas. Inicialmente practicaban en el garaje de la tía de Goebel y más tarde en el almacén de su padre. Después de un año trabajando juntos, fueron a la Convención de Danza Monsters of Hip Hop en los Estados Unidos y Goebel fue seleccionado para bailar en la presentación final de la convención.
Después de la convención, Goebel dejó la escuela primaria de niñas de Auckland para concentrarse en su baile.
Goebel ha trabajado ocasionalmente con artistas como Ciara, Justin Bieber, Janet Jackson, CL, IKON, Taeyang, Big Bang, 2NE1, Blackpink , 4minute y Mylène Farmer  Goebel y su padre, que también es su mánager, dirigen The Palace Dance Studio.
Parris Goebel ha coreografiado todo el Tour Anti de la cantante Rihanna.
De igual forma Parris Goebel fue la coreógrafa estrella en el primer show televisado de Savage x Fenty creado por Rihanna, el cual fue transmitido por Amazon Prime.

### Estilo
Goebel considera su estilo personal, sin definir. Mezclando Dancehall con la inspiración y la improvisación. 
Goebel es conocida por su estilo particular, conocido como Polyswagg. Como ella lo describe, su estilo se basa en escuchar, respirar y vivir la música, ser apasionado mientras baila y transmite sentimientos. También se inspira en la música inspirada en el estilo DanceHall. Grandes cantidades de sus rutinas incluyen este elemento, especialmente en las presentaciones del Campeonato Mundial de Baile de Hip Hop de The Royal family.

## Premios
En 2015 recibió el premio "Coreógrafa del año" por World of Dance en Los Ángeles.

### Campeonato Mundial de Baile de Hip-Hop
Grupos pertenecientes a The Palace Dance Studio y sus registros en la competencia anual:
| Nombre del Grupo | ReQuest | Sorority              | Bubblegum                        | Royal Family                     | Misfits     | In-Laws | Duchesses            | Kings                    | Royal Family Varsity | Kingsmen |
| ---------------- | ------- | --------------------- | -------------------------------- | -------------------------------- | ----------- | ------- | -------------------- | ------------------------ | -------------------- | -------- |
| Año de fundación | 2007    | 2010                  | 2010                             | 2011                             | 2012*       | 2012*   | 2014                 | 2015*                    | 2016                 | 2017     |
| 2009             | Oro     | --                    | --                               | --                               | --          | --      | --                   | --                       | --                   | --       |
| 2010             | Oro     | Bronce                | Finales (4to puesto)             | --                               | --          | --      | --                   | --                       | --                   | --       |
| 2011             | Plata   | Oro                   | Oro                              | Oro                              | --          | --      | --                   | --                       | --                   | --       |
| 2012             | --      | Plata                 | Oro                              | Oro                              | Semifinales | --      | --                   | --                       | --                   | --       |
| 2013             | --      | Bronce                | Plata                            | Oro                              | --          | --      | --                   | --                       | --                   | --       |
| 2014             | --      | Semifinales           | Bronce                           | Actuación invitada en Nacionales | --          | --      | Plata                | --                       | --                   | --       |
| 2015             | --      | Finales (4to puesto)  | Finales (4to puesto)             | Plata                            | --          | --      | Finales (6to puesto) | 2.º puesto en Nacionales | --                   | --       |
| 2016             | --      | Finales en Nacionales | Bronce                           | --                               | --          | --      | --                   | --                       | Bronce               | --       |
| 2017             | --      | Semifinales           | Finales (5to puesto)             | --                               | --          | --      | --                   | --                       | Semifinales          | --       |
| 2018             | --      | --                    | Finales (8vo puesto)             | Actuación invitada en Nacionales | --          | --      | --                   | --                       | --                   | --       |
| 2019             | --      | --                    | Actuación invitada en Regionales | Finales (4to puesto)             | --          | --      | --                   | --                       | --                   | --       |

*Denota que se disolvió el grupo.
En 2006, recibió el Premio de Reconocimiento Especial en los Premios Creative New Zealand Arts Pasifka. 
En 2009, Goebel recibió el premio al Coreógrafo del Año de Street Dance New Zeland y al Bailarín del Año. En 2014, fue nombrada la mejor coreógrafa del año en los premios World Of Dance en Los Ángeles.
En 2015 recibió el Premio a la Mejor Variedad de Artistas del Club de Artistas de Variedades de Nueva Zelanda Inc. También en 2015, Goebel ganó la categoría de Jóvenes Líderes de los Premios Mujeres de Influencia de Nueva Zelanda.